# エゴイスト (映画)
『エゴイスト』は、2022年の日本の恋愛映画。監督は松永大司、出演は鈴木亮平と宮沢氷魚など。原作は高山真（2020年没）の自伝的同名小説。
2022年10月から11月に開催された第35回東京国際映画祭のコンペティション部門に選出。

## ストーリー
地方出身で現在は東京に住みファッション雑誌の編集者を務める斉藤浩輔は、トレーナーの中村龍太と出会う。龍太はシングルマザーの母と二人暮らしだった。浩輔は次第に龍太に惹かれるようになる。

## キャスト
- 斉藤浩輔 - 鈴木亮平
- 中村龍太 - 宮沢氷魚
- 中村妙子 - 阿川佐和子
- 斉藤しず子 - 中村優子
- 中学時代の浩輔 - 和田庵
- 浩輔の友人 - ドリアン・ロロブリジーダ
- 斉藤義夫 - 柄本明

## スタッフ
- 監督：松永大司
- 企画・プロデューサー：明石直弓
- 原作：高山真
- 脚本：松永大司、狗飼恭子
- 音楽：世武裕子

## 受賞歴
- 第16回アジア・フィルム・アワード 最優秀助演男優賞（宮沢氷魚）
- 第78回毎日映画コンクール
  - 男優主演賞（鈴木亮平）
  - 男優助演賞（宮沢氷魚）
- 第47回日本アカデミー賞[4]
  - 優秀主演男優賞（鈴木亮平）
- 第36回日刊スポーツ映画大賞・石原裕次郎賞
  - 主演男優賞（鈴木亮平）